# Viktoria Kljuginová
Viktoria Kljuginová (rusky Виктория Клюгина), rozená Slivková (* 28. září 1980), je ruská atletka, výškařka.

## Kariéra
První úspěch zaznamenala v roce 1997 na evropském olympijském festivalu mládeže v Lisabonu, kde získala zlatou medaili. O rok později skončila pátá na mistrovství světa juniorů ve francouzském Annecy, kde přeskočila laťku ve výšce 180 cm. V roce 1999 získala zlatou medaili na juniorském mistrovství Evropy v lotyšské Rize, kde skočila 190 cm.
Tato ruská výškařka se nezúčastnila žádné velké akce pod širým nebem mezi dospělými. V hale na sebe upozornila poprvé v roce 2000, v rámci halového ME v belgickém Gentu, kde skončila s výkonem 192 cm šestá. Viktoria je vdaná za ruského výškaře, olympijského vítěze ze Sydney, Sergeje Kljugina, se kterým má dceru. Díky těhotenství vynechala sezóny 2005 a 2006. V roce 2008 zvítězila na 15. ročníku Memoriálu Josefa Odložila, když jako jediná zdolala 192 cm.
O rok později vybojovala výkonem 196 cm bronzovou medaili na halovém ME v italském Turíně. Výše skočily jen Španělka Ruth Beitiaová (199 cm) a Němka Ariane Friedrichová (201 cm). Na následujícím halovém ME 2011 v Paříži neprošla sítem kvalifikace.

## Osobní rekordy
- hala – 200 cm – 7. února 2009, Arnstadt
- venku – 198 cm – 11. července 2008, Bühl